# 王子アルカディアリゾートホテル
王子アルカディアリゾートホテル（おうじアルカディアリゾートホテル）は岡山県玉野市永井にある地上7階地下2階の未完成のホテル建築である。

## 概要
「瀬戸大橋が一望できるリゾート」を売りに環境庁と玉野市の協力で玉野市の第三セクターである王子リゾートが運営する計画で1992年に着工したが、バブル崩壊の影響から王子リゾートが資金不足に陥り1993年に建物が完成して内装に取り掛かる段階で工事が中断した。内装工事は王子リゾートが行い、1993年頃から運営を開始する予定であった。
建物は2006年に地場不動産業者が競売で落札したがその後は廃墟と化している。
なお王子リゾートはホテル運営がとん挫した後に休眠し、2011年3月16日に岡山地裁より特別清算開始決定を受け解散している。負債総額は約38億円。
建物は王子が岳の北西に位置する。

## 位置
- 岡山県玉野市永井座標: 北緯34度27分53.24秒 東経133度52分42.94秒 / 北緯34.4647889度 東経133.8785944度

- 玉野市永井 - 地理院地図
- 玉野市永井 - Google マップ